# Sceloporus bimaculosus
Sceloporus bimaculosus (двоплямиста колюча ігуана) — вид ігуаноподібних ящірок родини фриносомових (Phrynosomatidae). Мешкає в США і Мексиці.

## Поширення і екологія
Двоплямисті колючі ігуани поширені на південному заході США, в штатах Нью-Мексико і Аризона та на південному заході Техасу, а також на півночі Мексики, в штатах Коауїла, Чіуауа і Дуранго. Вони живуть в напівпустелях, сухих чагарникових і кактусових заростях, в ялівцевих і мескітових лісах, на луках та в тополевих і вербових заростях в долинах річок. Відкладають яйця.